# Ефросина Дукина Каматирина
Ефросина Дукина Каматирина или Каматира (на гръцки: Ευφροσύνη Δούκαινα Καματερίνα ή Καματηρά; * ок. 1155; † 1211) е византийска императрица, съпруга на император Алексий III Ангел.

## Произход
Дъщеря е на великия друнгарий и пансеваст Андроник Дука Каматир († 1176). Според византолога Дейвид Хюс майката на Ефросина е втората съпруга на Андроник Каматир – Кируерна, сестра на етиопския император Гебре Мескел Лалибела. Ефросина е роднина на император Константин X и на Ирина Дукина, съпруга на Алексий I Комнин. Двамата ѝ братя участват в бунт срещу Андроник I Комнин, като единият е бил хвърлен в тъмница, а другият – ослепен.

## Брак с Алексий III Ангел
През 1169 г. Ефросина е омъжена за Алексий Ангел, по-голям брат на император Исак II Ангел. Двамата имат три дъщери:
- Ирина Ангелина – омъжена два пъти – за Андроник Кондостефан, а след това и за Алексий Палеолог; тя е баба на император Михаил VIII Палеолог;
- Анна Ангелина – омъжена два пъти – за севастократор Исак Комнин, а след това и за Теодор I Ласкарис;
- Евдокия Ангелина – омъжена три пъти – за сръбския крал Стефан Първовенчани, за Алексий V Дука Мурзуфул и за Лъв Сгур.

На 8 април 1195 г. Алексий детронира брат си и се обявява за император под името Алексий III. В тези събития властната Ефросина оказва активно съдействие на съпруга си, като организира партия от поддръжници сред придворната аристокрация. В деня на преврата тя лично установява контрол над двореца и успява да неутрализира опозоцията чрез сила и скъпи подаръци.
Каматира е изключително амбициозна и властолюбива жена с чувство за усет, което ѝ помага в политиката. Тя фактически започва да управлява Византийската империя от името на съпруга си, който предпочита да се отдава на удоволствия и забавления. Властта на Ефросина стига до такава степен, че тя си позволява да променя съдържанието на онези укази, издадени лично от Алексий III, които не отговарят на вижданията ѝ. Често Алексий III и съпругата му са критикувани заради страстта им към лукса и заради практиката им да обогатяват близките си със средства от хазната.
През 1196 г. Каматира е обвинена от брат си, Василий Дука Каматир, и от зет си, Андроник Кондостефан, в интимна връзка с един от министрите – благородника Ватаций. Императорът повярвал на обвиненията им и екзекутирал Ватаций, а Ефросина Каматирина е низвергната и изпратена в манастира Нематарея. Въпреки това нейни роднини убеждават императора да реабилитира съпругата си и седем месеца по-късно Ефросина е повикана обратно в двореца.
През 1203 г. синът на Исак II Ангел, Алексий Ангел, се явява с рицарите на Четвъртия кръстносен поход под стените на Константинопол с настояване чичо му да се оттегли от престола. Притиснат, Алексий III успява да избяга от града, отнасяйки огромно съкровище от хазната и вземайки със себе си някои роднини, включително и дъщеря си Ирина. Ефросина обаче е изоставена в обсадения град. След като Алексий Ангел е обявен за император под името Алексий IV Ангел, Ефросина Каматирина е хвърлена в тъмница. През януари 1204 г. Алексий IV е убит от Алеский Дука Мурзуфул, любовника на дъщерята на Ефросина, Евдокия Ангелина. След това Алексий Дука Мурзуфул се обявява за император – Алексий V Дука Мурзуфул. Убийството на Алексий IV разгневява кръстоносците, които очаквали от него отплата за помощта им. Така рицарите се обръщат срещу новия император и започват продължителна обсада на Константинопол. На 12 април 1204 г., един ден преди градът да бъде завладян от латините, Ефросина напуска тайно столицата заедно с дъщеря си и любовника ѝ Алексий V. Тримата се отправят към Мосинопол, където се намира и Алексий III. В Мосинопол Алексий V се жени за Евдокия Ангелина, а малко по късно е ослепен по заповед на Алексий III и е предаден на кръстоносците, които го хвърлят от върха на високата Теодосиева колона в Константинопол.
След тези събития Ефросина и семейството ѝ отплават за Солун, а по късно са пренудени да потеглят към Коринт. Двамата обаче са заловени от солунския крал Бонифаций Монфератски и са хвърлени в тъмница. Около 1209 г. Ефросина и съпругът ѝ са освободени от епирския деспот Михаил I Комнин. Последните години от живота си Ефросина Дукина Каматирина прекарва в град Арта, където умира около 1210 – 1211.